# Колишній будинок Петрова
Колишній будинок Петрова — будівля, що знаходиться в Сімферополі за адресою вул. Жуковського, 13. З 1956 року будинок мав охоронний статус, оскільки вважалося, що саме в ньому зупинявся поет Василь Жуковський у 1837 році. Проте, у 2016 році через відсутність конкретних доказів цього факту, будівля втратила охоронний статус.

## Історія

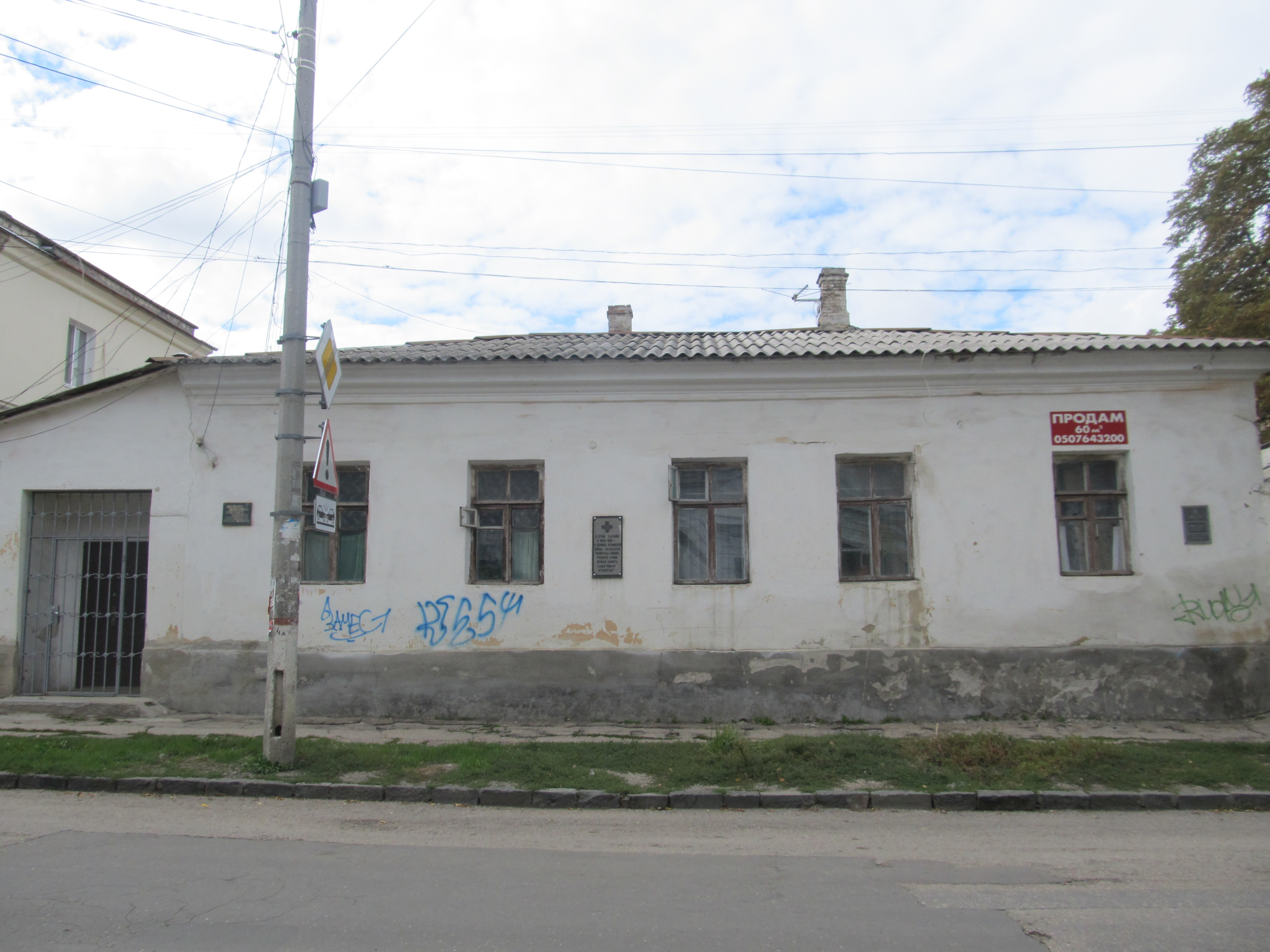
Будинок у 2013 році

Поет Василь Жуковський відвідав Сімферополь 1837 року, супроводжуючи в подорожі Росією цесаревича Олександра II. Опинившись у Сімферополі 2 вересня 1837 року, Жуковський зупинявся у будинку надвірного радника Михайла Петрова (нар. 1791). Петров служив у Карасубазарській міській поліції та Таврійській казенній експедиції. Обіймав посаду повітового скарбника. У 1828 став членом Сімферопольської міської думи. З 1837 — товариш голова Таврійської палати цивільного суду.
В 1832 Петров купив ділянку землі, який забудував одно-двоповерховими будівлями. У власності його дружини знаходився кам'яний будинок, де й зупинявся Жуковський. У роки Кримської війни (1853—1856) у цьому будинку розміщувався один із тилових лазаретів російської армії. У 1860-х роках будівля перейшла до таврійського лікарського інспектора і статського радника Федора Брунса, який також був членом Таврійської вченої архівної комісії. Після смерті Брунса дім дістався його дружині — Єлизаветі Брунс — дочці таврійського губернського прокурора Семена Мейєра.
Наприкінці XIX століття ділянку садиби було поділено на дві частини — № 13 та № 15/23 по сучасній вулиці Жуковського. В 1891 будинок № 13 дістався сімферопольському міському голові Митрофану Ракову, а після його смерті в 1907 відійшов спадкоємцям. Будинок № 15/23 з 1911 року мав сімферопольський купець і голосний міської думи Микола Кокінас.
5 березня 1904 року міська дума ухвалила рішення перейменувати вулицю Садову на Жуковського. 1959 року будинок № 13 на вулиці Жуковського отримав охоронний статус. Тоді ж на його фасаді були встановлені дві меморіальні дошки з текстом "У цьому будинку у вересні 1837 року жив відомий російський поет Василь Андрійович Жуковський 1783—1852 " і «У цьому будинку в 1854—1856 рр. у період Кримської війни був госпіталь воїнів російської армії. Вічна пам'ять захисникам Батьківщини!».
Після проголошення незалежності України на будинку було встановлено охоронну табличку з текстом українською мовою: «Будинок, в якому 1837 року жив В. А. Жуковський» (пам'ятник історії).

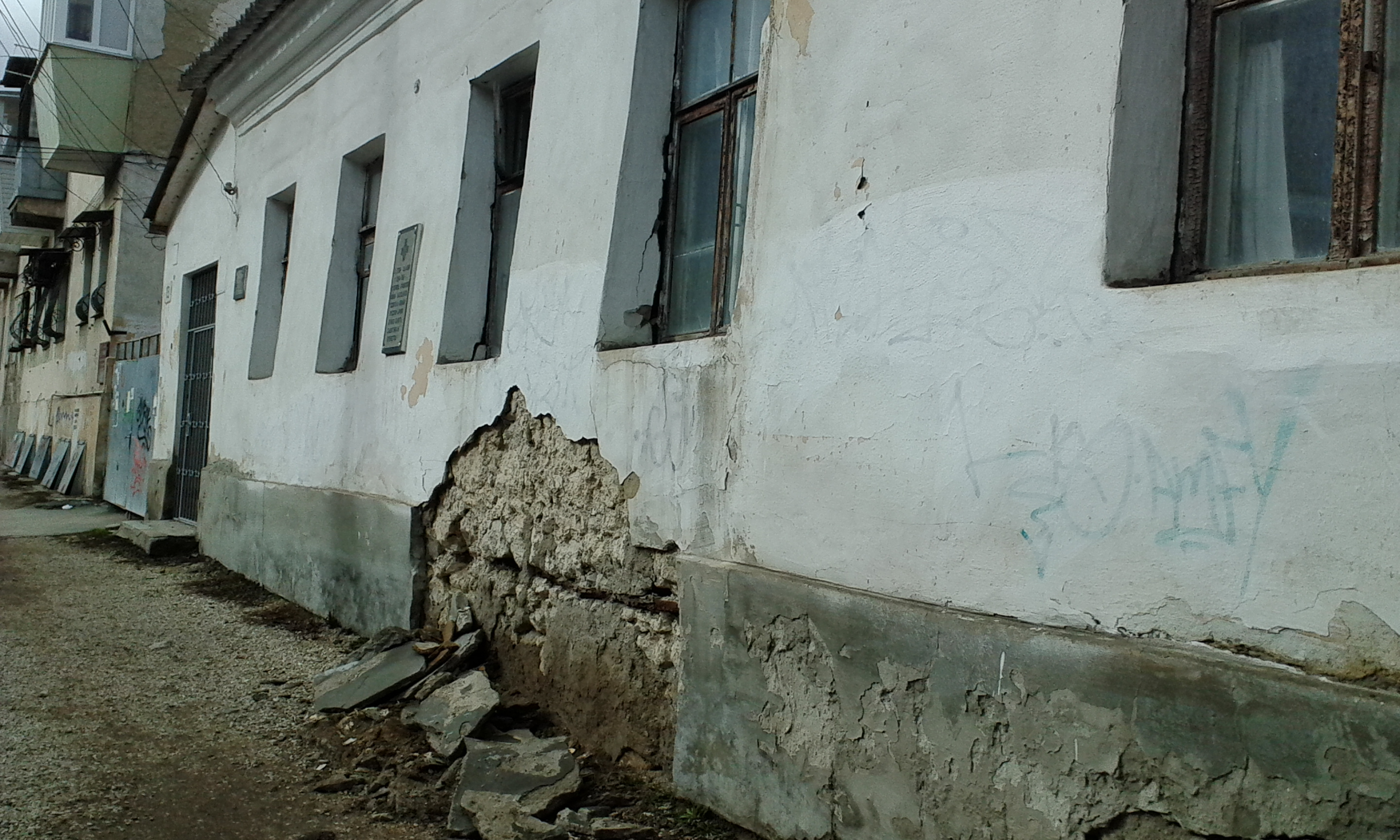
Стан фасаду у 2015 році

На думку кандидата історичних наук Олександра Хлівнюка «неможливо з повною впевненістю стверджувати, що саме в цій будівлі [№ 13] зупинявся В. А. Жуковський під час свого перебування у Сімферополі». У зв'язку з цим окупаційна історико-культурна експертиза від 15 вересня 2017 року не включила будинок № 13 до Єдиного державного реєстру об'єктів культурної спадщини Російської Федерації.

## Архітектура
Автор та точний час спорудження одноповерхової будівлі невідомі. Імовірно, будівля була збудована в XIX столітті. Стіни виконані з вапняку. Фасад штукатурний та пофарбований. Багатосхила покрівля вкрита хвилястим азбошифером. На даний момент будинок є багатоквартирним будинком. Знаходиться в аварійному стані. Будинок поділений на 22 кімнати. Загальна площа — 396 квадратних метра.